# Моміна
Моміна (пол. Momina) — село в Польщі, у гміні Васнюв Островецького повіту Свентокшиського воєводства.
Населення — 162 особи (2011).
У 1975-1998 роках село належало до Келецького воєводства.

## Демографія
Демографічна структура на день 31 березня 2011 року:
|          | Загалом | Допрацездатний вік | Працездатний вік | Постпрацездатний вік |
| -------- | ------- | ------------------ | ---------------- | -------------------- |
| Чоловіки | 83      | 16                 | 59               | 8                    |
| Жінки    | 79      | 10                 | 48               | 21                   |
| Разом    | 162     | 26                 | 107              | 29                   |